# Song Min-kyu
Dans ce nom coréen, le nom de famille, Song, précède le nom personnel.
Pour les articles homonymes, voir Song (homonymie).
Song Min-kyu, né le 12 septembre 1999 à Nonsan en Corée du Sud, est un footballeur sud-coréen évoluant au poste d'ailier gauche au Jeonbuk Hyundai.

## Biographie

### Pohang Steelers
Né à Nonsan en Corée du Sud, Song Min-kyu commence le football au Pohang Steelers, jouant son premier match en professionnel le 2 mai 2018 contre l'Incheon United FC, en K League 1, le championnat sud-coréen. Il entre en jeu en cours de partie lors de cette rencontre, où les deux équipes se neutralisent (0-0). Il inscrit son premier but le 3 avril 2019, face au Gangwon FC, en championnat, donnant par la même occasion la victoire aux siens (1-0).
Lors de la saison 2020, Song Min-kyu se fait remarquer en inscrivant plusieurs buts, dont son premier doublé, le 5 juillet 2020, contre le Seongnam FC, contribuant à la large victoire de son équipe sur le score de quatre buts à zéro. Cette saison-là il est nommé meilleur jeune joueur du championnat.

### Jeonbuk Hyundai
Le 20 juillet 2021, Song Min-kyu s'engage en faveur du Jeonbuk Hyundai,.
Song atteint les demi-finale de la Ligue des champions de l'AFC 2022 avec Jeonbuk. Son équipe affronte les japonais de Urawa Red Diamonds contre lesquels elle est battue après une séance de tirs au but.

### En sélection
Song Min-kyu honore sa première sélection avec l'équipe nationale de Corée du Sud le 9 juin 2021 face au Sri Lanka. Il est titularisé et son équipe l'emporte par cinq buts à zéro.
Song marque son premier but pour la Corée du Sud le 11 novembre 2022, lors d'un match amical face à l'Islande. Titulaire, il donne la victoire à son équipe en étant l'unique buteur de la partie.
Le 12 novembre 2022, il est sélectionné par Paulo Bento pour participer à la Coupe du monde 2022.

## Statistiques
| Saison                | Club                   | Championnat           | Championnat | Championnat | Championnat | Coupe(s) nationale(s) | Coupe(s) nationale(s) | Coupe(s) nationale(s) | Supercoupe | Supercoupe | Supercoupe | Compétition(s) continentale(s) | Compétition(s) continentale(s) | Compétition(s) continentale(s) | Compétition(s) continentale(s) | Total | Total | Total |
| Saison                | Club                   | Division              | M.          | B.          | P.d.        | M.                    | B.                    | P.d.                  | M.         | B.         | P.d.       | Comp.                          | M.                             | B.                             | P.d.                           | M.    | B.    | P.d.  |
| 2018                  | Pohang Steelers        | K League 1            | 2           | 0           | 0           | 1                     | 0                     | 0                     | -          | -          | -          | -                              | -                              | -                              | -                              | 3     | 0     | 0     |
| 2019                  | Pohang Steelers        | K League 1            | 27          | 2           | 3           | -                     | -                     | -                     | -          | -          | -          | -                              | -                              | -                              | -                              | 27    | 2     | 3     |
| 2020                  | Pohang Steelers        | K League 1            | 27          | 10          | 6           | 4                     | 1                     | 1                     | -          | -          | -          | -                              | -                              | -                              | -                              | 31    | 11    | 7     |
| 2021                  | Pohang Steelers        | K League 1            | 16          | 7           | 0           | 1                     | 0                     | 0                     | -          | -          | -          | -                              | -                              | -                              | -                              | 17    | 7     | 0     |
| Sous-total            | Sous-total             | Sous-total            | 72          | 19          | 9           | 6                     | 1                     | 1                     | -          | -          | -          | -                              | -                              | -                              | -                              | 78    | 20    | 10    |
| 2021                  | Jeonbuk Hyundai Motors | K League 1            | 17          | 3           | 3           | -                     | -                     | -                     | -          | -          | -          | AFC                            | 2                              | 0                              | 0                              | 19    | 3     | 3     |
| 2022                  | Jeonbuk Hyundai Motors | K League 1            | 22          | 3           | 3           | 5                     | 0                     | 0                     | -          | -          | -          | AFC                            | 5                              | 1                              | 1                              | 32    | 4     | 4     |
| 2023                  | Jeonbuk Hyundai Motors | K League 1            | 25          | 6           | 2           | 2                     | 1                     | 3                     | -          | -          | -          | -                              | -                              | -                              | -                              | 27    | 7     | 5     |
| Sous-total            | Sous-total             | Sous-total            | 64          | 12          | 8           | 7                     | 1                     | 3                     | -          | -          | -          | -                              | 7                              | 1                              | 1                              | 78    | 14    | 12    |
| Total sur la carrière | Total sur la carrière  | Total sur la carrière | 136         | 31          | 17          | 13                    | 2                     | 4                     | -          | -          | -          | -                              | 7                              | 1                              | 1                              | 156   | 34    | 22    |

### Distinctions personnelles
- Meilleur jeune joueur du championnat de Corée du Sud en 2020.